# 練馬消防署

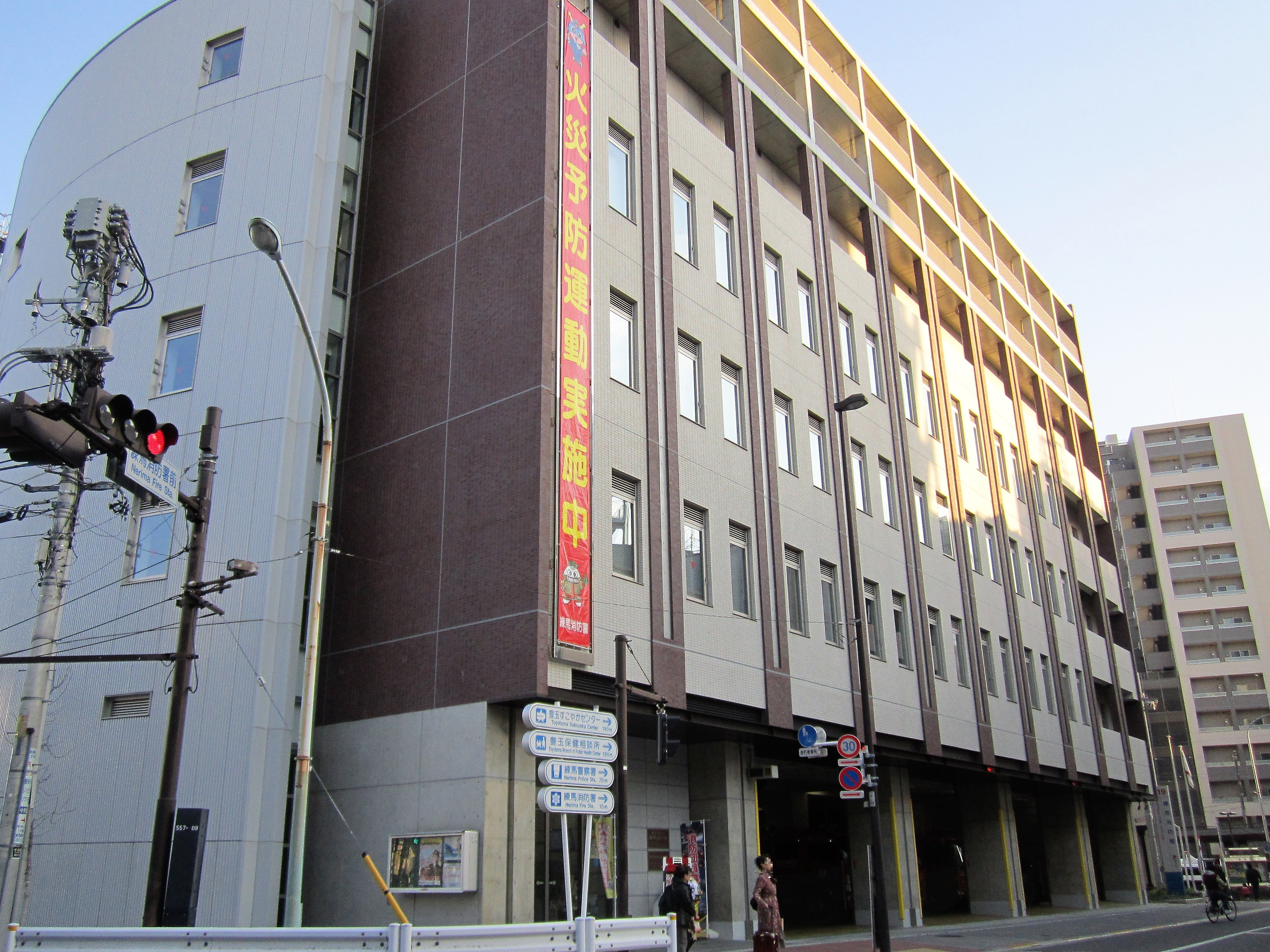
練馬消防署（新庁舎）

練馬消防署（ねりましょうぼうしょ）は、東京都練馬区豊玉北五丁目にある東京消防庁第十消防方面本部に所属する消防署。

## 概要
練馬消防署には特別救助隊（練馬救助）、貫井出張所には特別消火中隊が設置されている。

## 所在地
- 東京都練馬区豊玉北五丁目1番8号
  - 交通：練馬駅から徒歩3分

## 出張所
- 平和台出張所
  - 練馬区平和台四丁目9-3
  - 交通：平和台駅から徒歩5分
- 貫井出張所
  - 練馬区貫井五丁目17-4
  - 交通：中村橋駅から徒歩15分

## 沿革
- 1946年（昭和21年）8月15日 - 現在地に開署。板橋消防署練馬出張所が独立昇格。
開署時の陣容は、本署1、出張所3（石神井、北町、関町）、職員92名、警防団（後の消防団）員781名、ポンプ車6台、指揮車1台。
- 1946年（昭和21年）9月30日 - 管内で初の火災が発生。
- 1948年（昭和23年）1月13日 - 練馬消防団を結成。東京都知事、警視総監臨席で、結成式を豊島園で開く。
- 1948年（昭和23年）9月1日 - 地区隊制導入により、第4地区隊第23大隊に編入。関町出張所は荻窪消防署に、北町出張所は板橋消防署に配置替え。中野消防署の江古田出張所と鷺宮出張所、板橋消防署の成増出張所が練馬消防署の所属となる。
- 1951年（昭和26年）3月1日 - 消防事務を残し、消防署制が復活。1948年の出張所の異動がそれぞれ旧に復す。
- 1951年（昭和26年）4月2日 - 石神井出張所が改築移転（谷原町二丁目から下石神井二丁目へ）。
- 1953年（昭和28年）11月20日 - 救急車を配置。
- 1954年（昭和29年）3月3日 - 消防庁の方面本部制導入により、練馬大隊として第5方面隊に編入。
- 1958年（昭和33年）5月1日 - 大泉出張所（東大泉町534番地）を新設。
- 1961年（昭和36年）2月16日 - 仲町出張所（現在の平和台出張所、仲町三丁目88番地）を新設。
- 1965年（昭和40年）4月1日 - 石神井出張所が石神井消防署に昇格。大泉および関町出張所は、石神井消防署管轄となる。
- 1971年（昭和46年）12月 - 庁舎建替え。
- 1972年（昭和47年）4月1日 - 二級事業所に格付け。
- 1972年（昭和47年）4月25日 - はしご車を配置。
- 1974年（昭和49年）6月7日 - 貫井出張所を開設。
- 1975年（昭和50年）4月1日 - 化学消防車を配置。
- 1977年（昭和52年）11月26日 - 練馬消防少年団が発足。
- 1988年（昭和63年）12月 - 練馬特別救助隊が発隊。
- 2012年（平成24年）3月27日 - 庁舎建て替えのため、本署を練馬区豊玉中三丁目9-11の仮庁舎へ移転。
- 2015年（平成27年）3月6日 - 本署の新庁舎竣工

## 管轄区域
- 練馬消防署 本署

小竹町・旭丘・栄町・羽沢・桜台・練馬・中村・中村北・中村南・豊玉北・豊玉南・豊玉上・豊玉中
- 平和台出張所

早宮・氷川台・平和台・錦
- 貫井出張所

貫井・向山・春日町

## 出来事
- 2023年8月16日昼頃、練馬区豊玉中にて、練馬署の消防車と中野署東中野出張所の救急車が衝突した。両者とも緊急走行中であった。[1]

- 2023年10月10日、駅で盗撮したとして、練馬署の消防副士長が停職処分となった。同副士長は、2023年6月、梅屋敷駅のエスカレーターで女性のスカート内をスマートフォンを使い盗撮したとして、9月に書類送検されていた。同副士長は依願退職した。[2]